# Abaújlak
Abaújlak község Borsod-Abaúj-Zemplén vármegye Szikszói járásában. Közigazgatásilag hozzá tartozik Szanticska is, az ország egyik legkisebb települése.

## Fekvése
Encstől légvonalban mintegy 15 km-re északnyugatra, Miskolctól 40 km-re északra fekszik, a Cserehát legmagasabb hegyének, a Kecske-padnak délkeleti lábánál. Dombvidéki sorfalu, a Cserehát legmagasabban lévő települése.
Környező községek: Abaújszolnok (6 km), Gadna (2 km), Gagyvendégi (5 km); a legközelebbi város Encs (20 km).

### Megközelítése
Legfontosabb közúti megközelítési útvonala a 2621-es út, mely kelet-nyugati irányban végighúzódik a belterületén; északi és déli szomszédjaival, Gagyvendégivel és Abaújszolnokkal (illetve azon keresztül Szikszóval) a 2622-es, Baktakékkel pedig a 2623-as út köti össze.

## Története
Első írásos említése (Wylak) 1472-ből származik; ekkor a Gagyi család birtoka volt. A középkorban virágzó bortermelő helyként tartották számon. A török hódoltság idején elnéptelenedett, utána részben magyarok, részben ruszinok telepedtek be. Az 1800-as években egyesült Szanticskával, akkor a neve Újlak-Szanticska lett. 1901 óta hívják Abaújlaknak. A falu a trianoni békeszerződés előtt Abaúj-Torna vármegye Szikszói járásához tartozott.

## Közélete

### Polgármesterei
- 1990–1994: Tóth Miklós (független).[3]
- 1994–1998: Hoblyák Albertné (független).[4]
- 1998–2002: Kavalecz Valéria (független).[5]
- 2002–2006: Kavalecz Valéria (független).[6]
- 2006–2010: Pollák István Zoltán (független).[7]
- 2010–2014: Pollák István Zoltán (független).[8]
- 2014–2019: Pollák István Zoltán (független).[9]
- 2019–2024: Pollák István (független).[10]
- 2024– : Pollák István (független).[1]

## Népesség
Lakossága a 20. században erőteljesen csökkent:
- 1910-ben: 334 fő,
- 1990-ben: 143 fő.

A település népességének alakulása:
| Lakosok száma | 81   | 77   | 70   | 62   | 62   | 81   | 76   |
|               | 2013 | 2014 | 2015 | 2021 | 2022 | 2023 | 2024 |

A 2001-es népszámlálás szerint a településnek csak magyar nemzetiségű lakosai voltak.
A 2011-es népszámlálás során a lakosok 97,4%-a magyarnak mondta magát (2,6% nem nyilatkozott). A vallási megoszlás a következő volt: római katolikus 56,9%, református 5,3%, görögkatolikus 27,6%, felekezeten kívüli 1,3% (7,9% nem nyilatkozott).
2022-ben a lakosság 93,5%-a vallotta magát magyarnak, 1,6% bolgárnak, 1,6% egyéb, nem hazai nemzetiségűnek (6,5% nem nyilatkozott; a kettős identitások miatt a végösszeg nagyobb lehet 100%-nál). Vallásuk szerint 29% volt római katolikus, 8,1% református, 35,5% görög katolikus, 3,2% felekezeten kívüli (24,2% nem válaszolt).

## Látnivalók
- Görögkatolikus templom (Istenszülő Születése)  Archiválva 2009. május 3-i dátummal a Wayback Machine-ben Csereháti Esperesi Kerület

- Magashegyi Kilátó (Szanticska)